# BEAシステムズ
BEAシステムズ（英: BEA Systems, Inc.、NASDAQ: BEAS）は、1995年から2008年まで存在した、米国を拠点とした企業インフラソフトウェア専門の会社である。
主要製品はアプリケーションサーバであるBEA WebLogicシリーズ（現在のOracle WebLogicシリーズ）である。世界37カ国に77の拠点を持ち、日本法人は日本BEAシステムズ株式会社であった。2008年にオラクルに買収され、企業としては消滅した。

## 歴史
BEA という社名は、創立者3人の名前の頭文字から来ている（Bill Coleman、Ed Scott、Alfred Chuang）。彼らはサン・マイクロシステムズ出身であった。Information Management 社と Independence Technologies 社を買い取り、1995年に BEAシステムズとして創業した。この2社はノベルの分散トランザクション処理システム Tuxedo の主な再販業者であった。BEAシステムズは間もなく Tuxedo 自体を買い取った。その後、ミドルウェア関連の企業などを買収していった（ObjectBroker社、NCRの関連製品部門など）。
1998年、BEA はサンフランシスコで起業間もない WebLogic を買い取った。WebLogic は J2EE をいち早く実装した製品であり、これを活用して BEA WebLogic アプリケーションサーバが生まれた。
2005年11月3日、BEAシステムズはオブジェクト永続化エンジン Kodo で知られる SolarMetric を買収した。2006年には、ビジネスプロセス管理(BPM)ソフトウェアの Fuego と、メタデータリポジトリの Flashline を買収した。
2008年1月16日、オラクルが全BEA株式を1株19.375ドルの現金（買収総額85億ドル）で買い取ることで合意したと両社は発表した。2008年4月29日、オラクルによる買収が完了し、企業としては消滅した。

## 製品
同社の最も有名な製品シリーズはWebLogicシリーズである。他にはJRockitやTuxedoなどがある。2005年、BEA は新たにサービス指向アーキテクチャのための製品シリーズ AquaLogic を発表した。また、WebLogic Communications Platform （WebLogic SIP Server と WebLogic Network Gatekeeper）で通信業界市場にも参入している。

### WebLogic
WebLogicシリーズは、現在ではOracle Fusion Middlewareの一部となっている。
- WebLogic Server:Jakarta EEアプリケーションサーバ
- WebLogic Express:Weblogic ServerからEJB、JMS、JCAの機能を削除した軽量版アプリケーションサーバ
- WebLogic Workshop
- WebLogic Portal

### AquaLogic
AquaLogic はサービス指向アーキテクチャのための管理ソフトウェア群である。以下のような製品がある:
- BEA AquaLogic User Interaction: サービス指向アーキテクチャを用いたポータル、共同体、統合アプリケーションなどのアプリケーションを作成するためのツール群。クロスプラットフォーム対応。
- BEA AquaLogic Data Services Platform: 異機種混合データサービスの生成/管理のためのツール。関係データベースやWebサービスを含む各種データ源からデータを合成・変換するため、XQuery言語を使用する。
- BEA AquaLogic Enterprise Security: 分散環境でのセキュリティ基盤。アプリケーション自体は変更せずにアプリケーションへのアクセス規則をユーザーが定義したりできる（JSPページ、EJB、ポートレットなども同様）。
- BEA AquaLogic Service Bus: 企業サービスバスとその上の各種サービス間の管理基盤。ルーティング、変換、ポリシー設定などを行う。
- BEA AquaLogic Service Registry: 制御フレームワークを組み込んだ UDDI v3 レジストリ。各種サービスから利用できるレジストリを提供。
- BEA AquaLogic Business Service Interaction: ビジネスプロセス管理ツール群。

### JRockit
JRockit はBEAシステムズ独自のJava仮想マシンである。Intelと共同開発しIntelCPUで高いパフォーマンスを発揮できるようにチューニングされている。

### Tuxedo
Tuxedo は、分散コンピューティング環境での分散トランザクション処理を管理するミドルウェア。名称は Transactions for Unix, Extended for Distributed Operations から。
1984年、AT&Tが設計開発し、電子商取引用オンライントランザクション処理(OLTP)の市場を創造した。製品化前に AT&T には LMOS システムという研究プロジェクトがあり、Tuxedo 開発チームには LMOS のチームのメンバーが含まれていた。その後、AT&TのUNIX関連資産と共にノベルに移管され、さらにBEAシステムズが買い取った。
以下のような機能がある:
1. 通信タイプ - 同期、非同期、対話型、任意の通知
2. 型付きバッファ
3. トランザクション管理 - グローバルトランザクション - 2相コミット
4. /WS - リモートクライアント
5. /QUEUE - 永続型キュー
6. データ依存ルーティング(DDR)
7. Event Broker
8. プログラム可能な管理

## 派生製品
MCLogicはNECの業務構築運用基盤であるMCOneとWeblogicを組み合わせた製品。保守作業・障害追跡がしやすい機能が付加されている。